# Börcs
Börcs é um município da Hungria, situado no condado de Győr-Moson-Sopron. Tem 12,76 km² de área e sua população em 2015 foi estimada em 1.283 habitantes.